# Laguna de Duero
Laguna de Duero is een gemeente in de Spaanse provincie Valladolid in de regio Castilië en León met een oppervlakte van 29,23 km². Laguna de Duero telt 22.696 inwoners (1 januari 2016).

## Demografische ontwikkeling
Bron: INE; 1857-2011: volkstellingen

## Geboren
- Daniel Cavia (2002), wielrenner